# Токайдо-синкансэн
Токайдо-синкансэн (яп. 東海道新幹線, То: кайдо: синкансэн) — самая первая линия синкансэна и первая в мире высокоскоростная магистраль. Открылась в 1964 году, соединив станции Токио и Син-Осака. Линия управляется JR Central.

## История
Токайдо-синкансэн изначально проектировалась в 1940 году как отдельная линия железной дороги, рассчитанная на скорость в 150 км/ч, что было на 50 % быстрее самого быстрого экспресса того времени. Начало Второй мировой войны приостановило проект в самом его начале, хотя уже было прорыто несколько тоннелей, которые были позже использованы. Так как линия проходит через три крупнейшие агломерации в Японии, она является и наиболее загруженной.
Строительство началось в 1959 году и завершилось в 1964 году, и в том же году 1 октября первый поезд проследовал от станции Токио до станции Син-Осака. Длина линии 515,5 км. Открытие было приурочено к Летним олимпийским играм, проводившимся в Токио.
Уже в 1967 году дорога стала приносить прибыль, а к 1971-му полностью окупила затраты на строительство.
Линия перевезла 100-миллионного пассажира в 1967 году, миллиардного — в 1976. К 40-летию линии в 2004 году ею воспользовалось 4,16 млрд пассажиров.
Станция Синагава была открыта в 2003 году.

## Поезда
На линии имеется три вида маршрутов (в порядке от самого быстрого до самого медленного): «Нодзоми», «Хикари» и «Кодама». Большинство поездов продолжает движение по Санъё-синкансэну, следуя до станции Хаката в Фукуоке.
На линии работают следующие типы поездов, состоящие из 16 вагонов, управляемые компаниями JR Central и JR West:
- Поезда серии N700, маршруты «Нодзоми», «Хикари», «Кодама».

Первый поезд Хикари в 1964 году преодолел путь от Токио до Осаки за 4 часа. В 1965 году время было сокращено до 3 ч. 10 мин. С введением нового скоростного маршрута Нодзоми в 1992 году, время в пути составило 2 ч. 30 мин., а с введением на линии новых поездов N700 в 2007 году — до 2 ч. 25 мин. По состоянию на 14 марта 2015 года, после увеличения скорости до 285 км/ч, время в пути составляет 2 ч. 22 мин. С 14 марта 2020 года время в пути составляет 2 ч. 21 мин.
По состоянию на март 2008 года поезда Хикари проезжали от Токио до Син-Осаки, примерно, за три часа, а поезда Кодама со всеми остановками — за четыре.